# 남부의 여왕 (텔레노벨라)
《남부의 여왕》(스페인어: La reina del sur 라 레이나 델 수르[*])은 2011년 방영된 미국의 텔레노벨라이다. 아르투로 페레스레베르테가 쓴 동명의 소설을 원작으로 한다.